# Línea 8 (ALESA)
La línea 8 de ALESA es una línea de autobús urbano de la ciudad de León (España) que une la localidad de Trobajo del Cerecedo con la ciudad de León, pasando por el barrio de La Chantría y terminando en la plaza de Santo Domingo. Además, da servicio al polígono industrial de Onzonilla con tres expediciones a lo largo del día. Esta línea dispone de servicio para personas con discapacidad.
Desde febrero de 2025, mientras dure la reconstrucción de la pasarela a Trobajo del Cerecedo, el recorrido normal no pasa por la Avda. Antibióticos.

## Características

### Frecuencias[1]
| Lunes-viernes laborables | Lunes-viernes laborables | Lunes-viernes laborables | Lunes-viernes laborables | Sábados, domingos y festivos | Sábados, domingos y festivos | Sábados, domingos y festivos | Sábados, domingos y festivos |
| Dirección Trobajo        | Dirección Trobajo        | Dirección Sto. Domingo   | Dirección Sto. Domingo   | Dirección Trobajo            | Dirección Trobajo            | Dirección Sto. Domingo       | Dirección Sto. Domingo       |
| ------------------------ | ------------------------ | ------------------------ | ------------------------ | ---------------------------- | ---------------------------- | ---------------------------- | ---------------------------- |
| 07:30                    | 07:30                    | 07:10                    | 07:10                    | de 07:30 a 22:50             | cada 40 min.                 | de 07:10 a 22:30             | cada 40 min.                 |
| de 08:20 a 13:40         | cada 40 min.             | de 08:00 a 13:20         | cada 40 min.             | de 07:30 a 22:50             | cada 40 min.                 | de 07:10 a 22:30             | cada 40 min.                 |
| 14:30                    | 14:30                    | 14:10                    | 14:10                    | de 07:30 a 22:50             | cada 40 min.                 | de 07:10 a 22:30             | cada 40 min.                 |
| de 15:20 a 20:40         | cada 40 min.             | de 15:00 a 20:20         | cada 40 min.             | de 07:30 a 22:50             | cada 40 min.                 | de 07:10 a 22:30             | cada 40 min.                 |
| 21:30, 22:20             | 21:30, 22:20             | 21:10, 22:00, 22:40      | 21:10, 22:00, 22:40      | de 07:30 a 22:50             | cada 40 min.                 | de 07:10 a 22:30             | cada 40 min.                 |

- De lunes a viernes da servicio al polígono industrial de Onzonilla, donde concluyen las expediciones de Santo Domingo de las 7:30, 14:30 y 21:30 (trayecto diferenciado por Avda. Antibióticos en vez de por la carretera de Vilecha).

### Material asignado
-Mercedes Benz New Citaro: 4157.

## Recorrido[1]
Esta línea sale desde la plaza de Santo Domingo y se dirige hacia el sur por Santa Nonia y Marqueses de San Isidro hasta que llega a la Plaza de Toros. Desde aquí toma el paseo del Parque, dando servicio al C.H.F. y el barrio de La Lastra, y luego cruza hacia la zona cmercial de Avda. Ingeniero Sáenz de Miera. El recorrido prosigue directamente por la carretera de Vilecha y finaliza en Trobajo del Cerecedo.
El trayecto de vuelta nuevamente recorre la carretera de Vilecha, pero en este caso lo hace hasta el Estadio, y vuelve después hacia Sáenz de Miera y el paseo del Parque. Rodea la Plaza de Toros y accede al centro de León por Corredera e Independencia.
| exKBHFa lime |

| exHST lime |

| exHST lime |

| exHST lime |

| exHST lime |

| exHST lime |

| exHST lime |

| exHST lime |

| exHST lime |

| exHST lime |

| exKBHFe lime |

| exKBHFa lime |

| exHST lime |

| exHST lime |

| exHST lime |

| exHST lime |

| exHST lime |

| exHST lime |

| exHST lime |

| exHST lime |

| exHST lime |

| exKBHFe lime |

| exKBHFa lime |

| exHST lime |

| exHST lime |

| exHST lime |

| exHST lime |

| exHST lime |

| exHST lime |

| exHST lime |

| exHST lime |

| exHST lime |

| exKBHFe lime |

| exKBHFa lime |

| exHST lime |

| exHST lime |

| exHST lime |

| exHST lime |

| exHST lime |

| exHST lime |

| exHST lime |

| exHST lime |

| exHST lime |

| exKBHFe lime |

| exKBHFa lime |

| exHST lime |

| exHST lime |

| exHST lime |

| exHST lime |

| exHST lime |

| exHST lime |

| exHST lime |

| exHST lime |

| exHST lime |

| exHST lime |

| exHST lime |

| exKBHFe lime |

| exKBHFa lime |

| exHST lime |

| exHST lime |

| exHST lime |

| exHST lime |

| exHST lime |

| exHST lime |

| exHST lime |

| exHST lime |

| exHST lime |

| exHST lime |

| exHST lime |

| exKBHFe lime |

| exKBHFa lime |

| exHST lime |

| exHST lime |

| exHST lime |

| exHST lime |

| exHST lime |

| exHST lime |

| exHST lime |

| exHST lime |

| exHST lime |

| exHST lime |

| exHST lime |

| exKBHFe lime |

| exKBHFa lime |

| exHST lime |

| exHST lime |

| exHST lime |

| exHST lime |

| exHST lime |

| exHST lime |

| exHST lime |

| exHST lime |

| exHST lime |

| exHST lime |

| exHST lime |

| exKBHFe lime |

Servicios al Pol. Onzonilla
Solamente en los tres servicios con dirección al polígono de Onzonilla la línea 8 va por la Avenida Antibióticos, realizando todas las paradas hasta dicha zona industrial. Luego continúa hacia Trobajo por Vilecha y retoma el recorrido normal tras cruzar el "Acceso Sur LE-11".
| exKBHFa lime |

| exHST lime |

| exHST lime |

| exHST lime |

| exHST lime |

| exHST lime |

| exHST lime |

| exHST lime |

| exBST lime |

| exBST lime |

| exBST lime |

| exBST lime |

| exBST lime |

| exBST lime |

| exBST lime |

| exDST lime |

| exBST lime |

| exHST lime |

| exHST lime |

| exCONTf lime |

| exKBHFa lime |

| exHST lime |

| exHST lime |

| exHST lime |

| exHST lime |

| exHST lime |

| exHST lime |

| exHST lime |

| exBST lime |

| exBST lime |

| exBST lime |

| exBST lime |

| exBST lime |

| exBST lime |

| exBST lime |

| exDST lime |

| exBST lime |

| exHST lime |

| exHST lime |

| exCONTf lime |

| exKBHFa lime |

| exHST lime |

| exHST lime |

| exHST lime |

| exHST lime |

| exHST lime |

| exHST lime |

| exHST lime |

| exBST lime |

| exBST lime |

| exBST lime |

| exBST lime |

| exBST lime |

| exBST lime |

| exBST lime |

| exDST lime |

| exBST lime |

| exHST lime |

| exHST lime |

| exCONTf lime |

| exKBHFa lime |

| exHST lime |

| exHST lime |

| exHST lime |

| exHST lime |

| exHST lime |

| exHST lime |

| exHST lime |

| exBST lime |

| exBST lime |

| exBST lime |

| exBST lime |

| exBST lime |

| exBST lime |

| exBST lime |

| exDST lime |

| exBST lime |

| exHST lime |

| exHST lime |

| exCONTf lime |